# How'd a White Boy Get the Blues?
How'd a White Boy Get the Blues ? è un album di Popa Chubby.

## Tracce
- Daddy Played The Guitar And Mama Was A Disco Queen
- Black Hearted Woman
- Carrying On The Torch Of The Blues
- Time Is Killing Me
- Savin' My Love Up For My Lover
- No Comfort
- It's A Sad Day In New York City When There Ain't No Room For The Blues
- Goin' Down To Willie's
- Since I Lost My Leg
- How'd A White Boy Get The Blues?